# Người Ra Glai

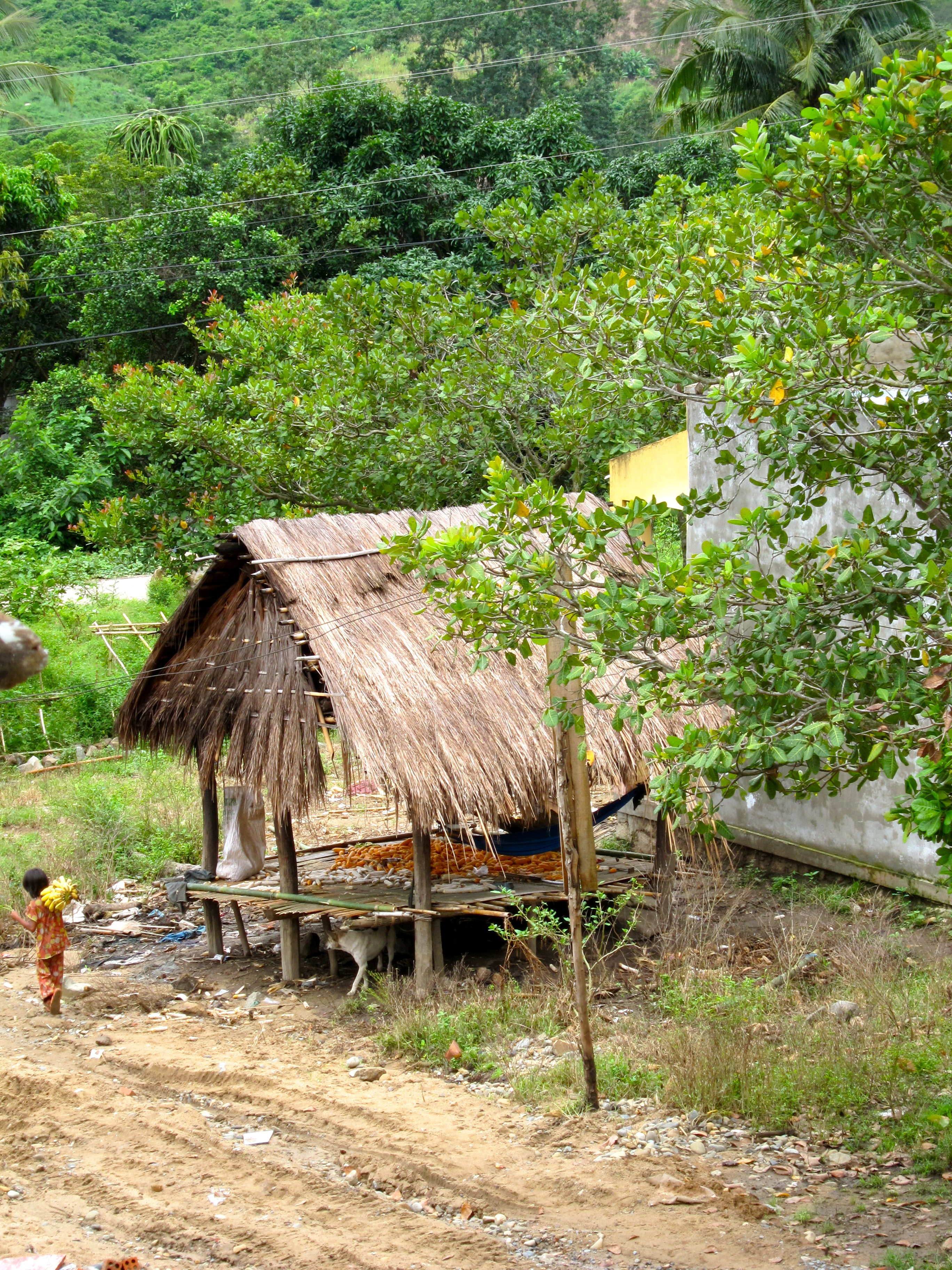
Một trẻ em đang vác chuối.

Người Ra Glai, còn gọi là Raglai, Ra Glây, Raglay, Rang Chơk, Rang ngok để phân biệt với Rang La tức người Chăm, Glai, La Vang, là một dân tộc trong số 54 dân tộc tại Việt Nam. Người Ra Glai cư trú chủ yếu ở tỉnh Ninh Thuận và huyện Khánh Sơn, phía nam tỉnh Khánh Hòa cũng như tại Bình Thuận. Dân số người Ra Glai là 146.613 năm 2019 122.245 năm 2009, và 96.931 năm 1999. Người Raglai nói tiếng Raglai, một ngôn ngữ trong ngữ chi Malay-Polynesia thuộc ngữ hệ Nam Đảo.

## Raglai và Champa[cần dẫn nguồn]
Raglai là một nhánh của dân tộc Chăm. Thành ngữ của người Chăm có câu nói: “Chăm sa-ai Raglai adei”. Nghĩa là người Chăm là người chị cả còn người Raglai con gái út trong gia đình. Hai tộc người Raglai và Chăm còn có những mối quan hệ thâm giao khác như tín ngưỡng dân gian, sự phân công trong quá khứ. Nếu lấy quốc lộ 27 chạy theo trục Đông - Tây thì tộc người Raglai Ninh Thuận có hai mảng sắc thái văn hóa: Văn hóa Raglai Bắc và văn hóa Raglai Nam.
Người Raglai Nam, gồm các palei của các xã Ma Nới, Phước Hà. Đặc điểm đời sống văn hóa của người Raglai ở đây gần gũi với đời sống văn hóa của người Chăm. Đây là địa bàn cư trú mà tộc người Raglai “được xem là con út” nên được các vua - thần Chăm xứ Panduranga xưa gởi gắm bảo vật. Hẳn chúng ta còn biết những địa phương người Raglai đã và đang lưu giữ bảo vật như ở thôn Giá (Njak) xã Phước Hà, huyện Thuận Nam lưu giữ bảo vật của Pô Inâ Nâgar - Hữu Đức; thôn Tân Điền, xã Phan Diền, huyện Bắc Bình, tỉnh Bình Thuận lưu giữ bảo vật Pô Dam. Hàng năm đến ngày lễ Katé, họ lại đưa về làng Chăm.
Ở khu vực phía Nam này, người Raglai sống gần gũi với người Chăm ở đồng bằng, nên đời sống văn hóa của họ có sự giao thoa, ảnh hưởng khá lớn, được chứng minh qua cuộc trao đổi của hai người (đi cắm nêu rẫy về và người giữ nhà) trong lễ Cúng “ăn lúa mới” (Mbak padai baruw) ở thôn Ú, xã Ma Nới, huyện Ninh Sơn bằng tiếng Chăm; cũng trong lễ này ở thôn Tà Dương, xã Phước Thái, huyện Ninh Phước những bộ trang phục tổ tiên treo trên dây nơi đàn cúng là trang phục truyền thống của phụ nữ Chăm và ở Ma Nới cũng vậy, trang phục của tổ tiên là những tấm váy hoa aban bayôn (loại váy hoa có băng đỏ hai đầu tấm váy) của bà Pajuw Chăm và chiếc akhan mbram của người phụ nữ Chăm Hồi giáo Bàni.
Người Raglai Bắc chiếm số lượng dân cư lớn, tập trung đông đảo ở huyện Bác Ái, ngoài ra còn ở các huyện: Ninh Sơn, Thuận Bắc cũng có người Raglai sinh sống tương đối đông. Rất thú vị là làng ở các huyện đó có dòng họ trùng tên với một tộc họ lớn ở làng Chăm này, đó là dòng tộc Aia Mâthin. Người Raglai gọi tên dòng tộc này là Aia Masit, tên một loại cỏ có bộ rễ rất cứng. Ông Thành Mây, Chủ tịch Hội người Cao tuổi xã Bắc Sơn cũng đã xác nhận rằng, hiện nay ở làng Xóm Bằng có một số người trong tộc họ anh sinh sống từ mấy chục năm qua.
Hai tộc người Chăm và Raglai trong quá trình tồn tại đã có những mối quan hệ sâu sắc, câu tục ngữ ngàn đời vẫn còn lưu “Cam sa-ai Raglai adei” nói lên quan hệ ruột thịt. Hai tộc người cùng nói thứ tiếng Mã Lai Đa Đảo, cùng số lượng hệ thống ngữ âm. Cái đáng nói hơn cả là hai cộng đồng cùng tôn thờ Pô Inâ Nâgar (Bà Chúa xứ) và Pô Nai Tang mà hai loại hình chức sắc của hai dân tộc tham gia cúng tế trên ngôi đền của thôn Ú Tà Lâm, xã Ma Nới, huyện Ninh Sơn mà người Chăm gọi là palei Uk Dalam-Hamu Ranâc.

## Lịch sử Raglai
Raglai (cũng được phiên âm thành Radlai, Oranglai, Roglai, Rắclây…) là một tộc người trong nhóm ngữ hệ Malayo - Polynesien (nhóm này ở Việt Nam gồm Chăm, Raglai, Chu Ru, Êđê, Giarai). Về ngọn nguồn các tộc người của nhóm này, dù các nhà khoa học còn nhiều tranh luận nhưng đều thống nhất rằng họ vốn là những cư dân hải đảo (gốc Đông Nam Á hoặc di cư từ các đảo vùng biển Nam Trung Quốc xuống Đông Nam Á).
Có thể hình dung quá trình hình thành và phát triển của người Raglai ở Việt Nam qua hai giai đoạn cơ bản:
- Giai đoạn 1: Thời kỳ giao lưu văn hóa với người Chăm. Người Chăm phát triển thành một vương quốc hùng mạnh, người Raglai chuyển dần lên sống trên tại các vùng núi ở Tây Nguyên tuy một số vẫn sống ở các vùng ven biển cùng với người Chăm. Để cai quản khu vực có người Raglai sinh sống, người Chăm đặt các Po lagar (đầu xứ sở) do chính người Raglai đảm trách.
- Giai đoạn 2: Thời kỳ giao lưu với người Việt và các dân tộc trong khu vực (từ cuối thế kỷ 17 đến nay).

## Ngôn ngữ
Người Raglai nói tiếng Raglai là một nhóm ngôn ngữ Chăm thuộc Ngữ hệ Nam Đảo. 
| Tiếng Việt        | Ê Đê     | Gia Rai   | Ra Glai | Chăm     | Malaysia |
| ----------------- | -------- | --------- | ------- | -------- | -------- |
| Một               | Sa       | Sa        | Sa      | Sa (Tha) | Satu     |
| Hai               | Dua      | Dua       | Dua     | Dua      | Dua      |
| Mười              | Pluh     | Pluh      | Sa Pluh | SaPluh   | Puluh    |
| Một trăm          | Saêtuh   | Sa rơtuh  | Satuh   | Satuh    | Se rituh |
| Hai nghìn         | Dua êbâo | Dua rơbâo | Dua bao | Dua bâo  | Dua ribu |
| Tôi               | Kâo      | Kâo       | Kâu     | Kâo      | Ku       |
| Chúng ta          | Drei     | Ta        | Drei    | Drei     | Kita     |
| Mắt               | Mta      | Mơta      | Mata    | Mưta     | Mata     |
| Tay               | Kngan    | Tơngan    | Tangan  | Tangan   | Tangan   |
| Mưa               | Hjan     | Hơjan     | Huja    | Hujan    | Hujan    |
| Nước              | Êa       | Ia        | Ya      | Ya       | Air      |
| Uống              | Mnăm     | Mnhum     | Nhum    | Nhum     | Minum    |
| Cơm               | Êsei     | Rơsơi     | Sei     | Sei      | Nasi     |
| Chua              | Msăm     | Msăm      | Masam   | Mưsam    | Masam    |
| Đêm               | Mlam     | Mlam      | Malam   | Mưlam    | Malam    |
| Con đường         | Êlan     | Jơlan     | Jalan   | Jưlan    | Jalan    |
| Trong (cái gì đó) | Hlăm     | Hrom      | Dalam   | Dalam    | Dalam    |
| Người (chỉ người) | Arăng    | Arăng     | Urang   | Urang    | Orang    |
| Con               | Anak     | Ană       | Anak    | Anưk     | Anak     |
| Sống              | Hdip     | Hơdip     | Hadiip  | Hadiip   | Hidup    |
| Tháng (trăng)     | Mlan     | blan      | bilan   | bilan    | bilan    |
| Cá                | Kan      | Kan       | Ikan    | Kan      | Ikan     |

## Dân số và địa bàn cư trú
Dân số theo điều tra dân số 1999 là gần 97.000 người. Theo Tổng điều tra dân số và nhà ở năm 2009, người Raglai ở Việt Nam có dân số 122.245 người, có mặt tại 18 trên tổng số 63 tỉnh, thành phố. Hiện nay, người Raglai sinh sống ở các vùng núi Nam Trung bộ có độ cao trên dưới 500 mét, từ miền Tây Khánh Hòa qua vùng Tây Bắc Ninh Thuận, Tây và Tây Nam Bình Thuận đến tận Lâm Đồng, trong đó, tập trung đông nhất ở Ninh Thuận (hơn 50%) và Khánh Hòa. Dân số tại các vùng như sau:
- Ninh Thuận (58.911 người, chiếm 48,2% tổng số người Raglai tại Việt Nam),
- Khánh Hòa (45.915 người, chiếm 37,6% tổng số người Raglai tại Việt Nam),
- Bình Thuận (15.440 người) và
- Lâm Đồng (1.517 người)...

Theo tiêu chí về vị trí địa lý và quan hệ với những dân tộc khác, các nhà khoa học phân chia người Raglai thành hai nhóm: Raglai Bắc và Raglai Nam với quốc lộ 27 (từ Ninh Thuận lên Lâm Đồng) làm ranh giới. Cả hai nhóm Raglai Bắc và Raglai Nam đều quan hệ giao lưu văn hóa với các dân tộc chung quanh, đặc biệt là với dân tộc Chăm.

## Đặc điểm cư trú và kinh tế

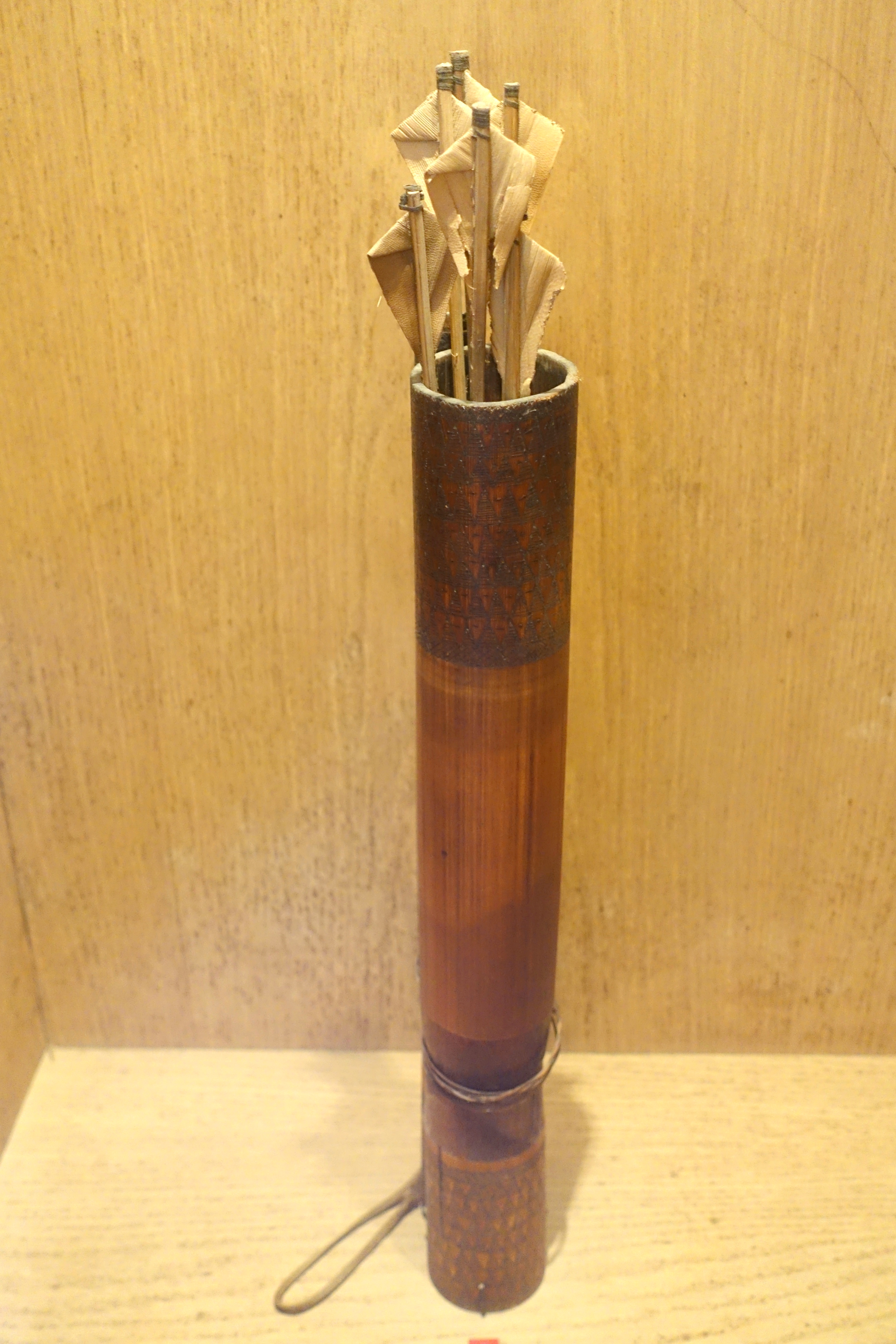
Một lọ (cung) tên của người Raglai tại Bảo tàng Dân tộc học Việt Nam

Cuộc sống của người Raglai truyền thống gần như chỉ thu hẹp trong khuôn khổ của các bur (xóm) hoặc palei/plei (buôn làng). riêng khu đất cao, bằng phẳng và gần nguồn nước. Mỗi pa-lây thường gồm vài chục nóc nhà của một dòng họ. Số thành viên trong nhà thường gồm bố, mẹ và các con chưa lập gia đình. Đứng đầu pa-lây là pô pa-lây (trưởng làng), thường đó là người có công khai phá đất đầu tiên. Trưởng làng có trách nhiệm làm lễ cúng trời đất khi bị hạn hán nặng. Người có uy tín nhất dòng họ gọi là kây pa-lây (già làng). Già làng là người điều hành mọi hoạt động, chủ trì các lễ hội, tổ chức đội ngũ phòng chống thú dữ cũng như các lực lượng xâm nhập...). Ngoài ra còn có chủ Núi (cai quản rừng núi, nương rẫy thuộc sở hữu gia đình, sở hữu dòng họ và sở hữu cộng đồng) và chủ Xử việc (phân xử sự việc lớn nhỏ xảy ra trong làng trên cơ sở luật tục, những kiêng cữ cấm kỵ, phong tục tập quán...).
Mọi hàng hóa, vật dụng bên ngoài đều do những người dân tộc khác (Chăm, Kinh) mang đến tận nhà, trao đổi tận rẫy nương. “Cuộc sống biệt lập khiến cho khối người này lưu giữ được nhiều hơn những đặc điểm truyền thống văn hoá cổ gần gũi với cư dân các hải đảo” (Trần Ngọc Thêm). Họ thường không cư trú nơi thung lũng vì quan niệm đó là lối đi của ma quỷ, cũng không cư trú trên sống lưng những quả đồi vì đấy là đường đi của các thần. Chỉ nơi lưng chừng núi là không gian thuộc quyền sở hữu của con người. Khu vực địa lý của người Raglai cũng có khá nhiều sông ngòi. Chỉ tính riêng ở vùng Khánh Sơn, Khánh Vĩnh là nơi tập trung người Raglai đông nhất (hơn 75%) trong tỉnh Khánh Hòa, có đến 48 con sông có chiều dài vài Kilômét, trong đó năm con sông dài trên 10 km và hàng trăm con suối lớn nhỏ... Chính những con sông, dòng suối này cung cấp nguồn nước uống cho người, gia súc; cho việc tưới tiêu sản xuất. Nông nghiệp nương rẫy là phương thức sản xuất chủ đạo với bắp và lúa là nguồn lương thực chính. Ngoài ra còn có các loại nông sản khác như đậu, khoai củ, hoa quả…Trâu, bò, heo, gà được nuôi thả phổ biến. Những hoạt động thủ công như đan lát, rèn, làm gốm …mặc dù thô sơ nhưng đủ đảm bảo cho sản xuất và sinh hoạt.

## Xã hội
Xã hội truyền thống của người Raglai được cấu trúc theo dòng tộc và khu vực cư trú. Người Raglai sống quy tụ theo tộc họ. Trong tộc họ, trưởng họ có quyền quyết định những công việc lớn. Điển hình có bốn dòng họ chính:
- Chamalịa (có nghĩa là sợi dây máu - loại dây thừng to bằng ngón chân cái, rất dai, ruột đỏ như máu, đồng bào thường dùng dây đó để buộc, người Raglai do cho rằng màu đỏ là màu của sự xui rủi, là kiêng cữ nên gọi chệch thành họ Mấu)
- Pupur (có nghĩa là cái bếp, nay gọi thành họ Tro)
- Katơr (một loại cây lương thực, hạt nhỏ, người Kinh vẫn thường gọi là hạt bo bo, - gọi là họ Bo Bo)
- Pinãng (nghĩa là cau, nay gọi là họ Cau / họ Cao) (Theo Tô Đông Hải).

Người Raglai sống theo chế độ mẫu hệ, vẫn giữ tục “con gái bắt chồng”, đàn ông sống trọn đời ở nhà vợ, con cái đều lấy họ mẹ. Thông thường con gái út trong gia đình được thừa hưởng tài sản, là có trách nhiệm lớn chăm sóc bố mẹ về tuổi già. Mẹ hay vợ là chủ nhà có quyền quyết định trong gia đình. Cô gái nếu ưng thuận chàng trai nào thì nói với bố mẹ lo lễ cưới chồng. Trong hôn nhân ngoài quyền của người mẹ, tiếng nói của ông cậu khá quan trọng. Tuy nhiên trong các gia đình mà đàn ông Raglai lấy vợ là người Kinh hay người của dân tộc sống theo phụ hệ, thì quyền trong gia đình nghiêng về người chồng.
Người Raglai có nhiều dòng họ: Chamalea (tiếng Việt dịch là Mấu), Pi Năng (tiếng Việt là họ Cao), KaTơr (tiếng Việt dịch là họ Bo Bo), Ha Vâu (tiếng Việt dịch là Tro), Patauaxa (tiếng Việt dịch là Đá, Thạch,...), Pupu, Asah, Tala, Jack, Taing, Cao,manuk (dịch ra tiếng Việt là con gà)... trong đó họ Chamalé là đông hơn cả. Mỗi họ đều có một sự tích, truyền thuyết kể về nguồn gốc của họ mình là người Raglai nói riêng và về dân tộc nói chung.

## Văn hóa
Người Raglai có những trường ca, truyện thần thoại, truyện cổ tích mang giá trị lịch sử, nghệ thuật và có tính giáo dục sâu sắc.

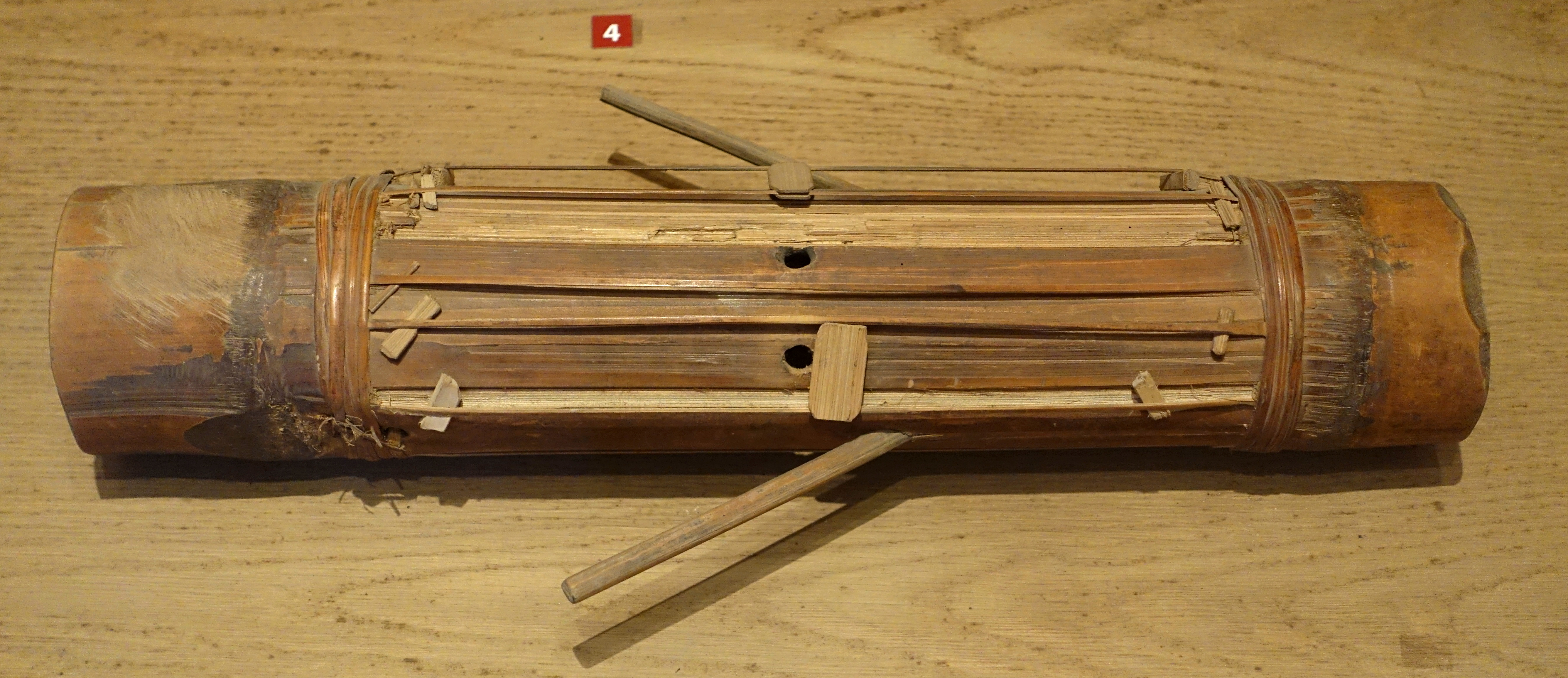
Cây đàn Chapi

Hình thức hát đối đáp khá phổ biến trong sinh hoạt văn nghệ. Nhạc cụ của người Raglai gồm nhiều loại như: đàn bầu, kèn môi, đàn Chapi, Mã la, đàn Đá, đàn salaken.
Hàng năm sau mùa thu hoạch, cả làng hội tụ thịt trâu, bò, lợn để cúng Giàng và ăn mừng lúa mới.

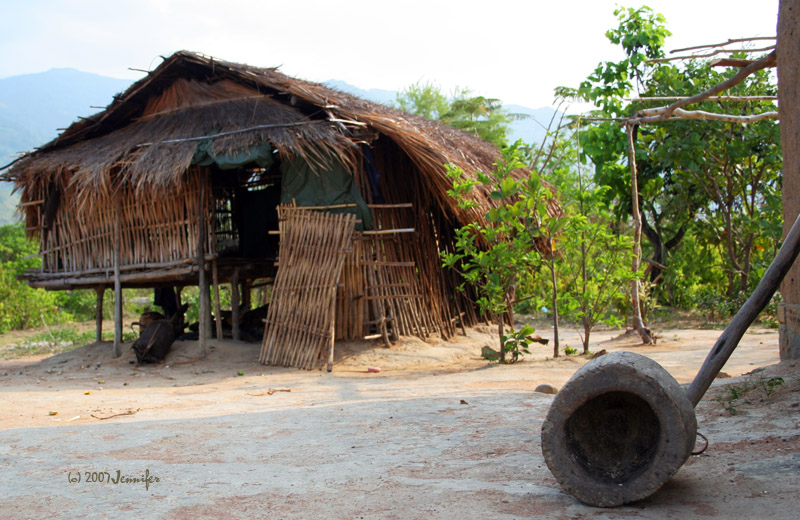
Một căn nhà sàn kiểu Raglai.

Nhà sàn là nhà ở truyền thống của người Raglai. Từ nền đất đến nhà sàn không cao quá một mét.
Không có cá tính tộc người qua trang phục mà chịu ảnh hưởng khá đậm của các dân tộc trong cùng nhóm ngôn ngữ (như Chăm, Ê Đê...).
Hình ảnh của người Chăm (Chap/Cham), người Êđê (Rađê), người Kinh (Yuơn), Chu ru (Churu) thường xuyên xuất hiện trong các sử thi, truyện kể, các câu nói vần (đờp pacap), thành ngữ, ca dao…của người Raglai. Đặc biệt gắn bó là quan hệ với người Chăm. Những dấu ấn của sự gắn bó chặt chẽ ấy thể hiện qua sự tương đồng, gần gũi Chăm-Raglai từ hình thức kinh tế đến phong tục, tập quán, lễ hội, tục ngữ, thành ngữ, thơ ca dân gian; từ các nhạc cụ cho đến trang phục…

## Một số người Ra Glai nổi tiếng
| Tên           | Sinh thời      | Hoạt động |
| ------------- | -------------- | --- |
| Cao Xà Buôn   | 1945           | Đại biểu Quốc hội Việt Nam đoàn Khánh Hòa, quê xã Thành Sơn, huyện Khánh Sơn, Khánh Hoà |
| Bo Bo Thị Yến | 1977-...       | Đại biểu Quốc hội Việt Nam khóa 12 (2006-2011) đoàn Khánh Hòa, quê xã Sơn Bình, huyện Khánh Sơn, Khánh Hoà |
| Pinăng Tắc    | 1910-1977      | Là một chiến sĩ cách mạng người Raglai có nhiều đống góp trong hai cuộc kháng chiến chống Pháp và chống Mỹ tại tỉnh Ninh Thuận. Ông được trao tặng danh hiệu Anh hùng Lực lượng Vũ trang Nhân dân vào tháng 5 năm 1965, quê xã Phước Thành, huyện Bác Ái, tỉnh Ninh Thuận |
| Bo Bo Tới     |                | Giữa năm 1971, khi Bo Bo Tới là xã đội trưởng du kích Sơn Trung, quân địch ở căn cứ quân sự Cam Ranh đã dùng trực thăng đổ bộ một số đơn vị lính công binh, lính dù Mỹ, Nam Triều Tiên, Việt Nam Cộng Hòa xuống đồi Tà Nỉa, với ý đồ xây dựng nơi đây thành một cứ điểm mạnh có thể khống chế toàn bộ khu vực Khánh Sơn và tiêu diệt căn cứ kháng chiến của ta... Chiến sĩ cách mạng trong cuộc kháng chiến chống pháp, Anh hùng LLVTND Việt Nam, Quê xã Sơn Trung, Khánh Sơn, Khánh Hoà |
| Cao Văn Bé    | 1944-27/1/1995 | Chiến sĩ cách mạng trong cuộc kháng chiến chống pháp, Anh hùng LLVTND Việt Nam Thị trấn Khánh Vĩnh - Huyện Khánh Vĩnh - Khánh Hoà |